# Centro de balanceo
El centro de balanceo de un vehículo es el punto imaginario en el que las fuerzas originadas en la suspensión al dar una curva son transmitidas al cuerpo del vehículo.

## Teoría
Existen dos definiciones de centro de balanceo. La más extendida es la geométrica (o cinemática), mientras que la sociedad de ingenieros de automoción (SAE) usa una definición basada en fuerzas.
La ubicación del centro geométrico de balanceo está dictada solamente por la geometría de la suspensión. La definición del centro de balanceo basado en fuerzas de la SAE es: 

“el punto en el plano transversal vertical que pasando por los dos centros de ruedas, en el cual se pueden aplicar fuerzas a la masa del muelle sin producir un balanceo en la suspensión”.

La localización lateral del centro de balanceo se encuentra normalmente en la línea central del vehículo cuando las suspensiones del coche a ambos lados son una imagen especular de la otra y se hallan en sitios idénticos.
El significado del centro de balanceo solo se puede apreciar cuando se toma en cuenta también el centro de masas del vehículo. Si existe una diferencia entre la posición del centro de masas y el centro de balanceo se crea un momento de fuerza. Cuando el vehículo experimenta una aceleración angular debido a los giros, la magnitud del momento, combinado con la rigidez de los muelles y las barras estabilizadoras, establece cuánto se balanceará el vehículo en las curvas. Esto tiene otros efectos como transferencia dinámica de la carga.

## Aplicación
La transferencia de carga es de crítica importancia para la estabilidad del vehículo, como por ejemplo los vehículos deportivos utilitarios. En condiciones ideales de actuación la transferencia de carga tiende a ser minimizada ya que el rendimiento de las ruedas depende directamente de la cantidad de carga que tenga que transmitir. En un giro en estado estacionario, la transferencia de carga final, sumada a todos los ejes, solo se relaciona con la posición del centro de masas sobre el suelo, la anchura de la huella y la aceleración lateral. Los vehículos deportivos utilitarios deben bajar sus centros de masas o disminuir su aceleración lateral para impedir vuelcos. Para evitar que vuelquen, muchos fabricantes de automóviles usan neumáticos con menos agarre para reducir su capacidad de giro. También se puede alterar el equilibrio de la rigidez al balanceo para favorecer el subviraje o el sobreviraje lo necesario para limitar al máximo la aceleración lateral del vehículo.
El centro de balanceo geométrico se puede hallar siguiendo unos procedimientos geométricos básicos cuando el vehículo está parado. De todos modos, cuando el vehículo comienza a girar, el centro de balanceo cambia de posición. Este movimiento del centro de balanceo es lo que los ingenieros de dinámica buscan controlar y en la mayor parte de los casos limitar. El rápido movimiento del centro de balanceo cuando el sistema experimenta pequeños desplazamientos conduce a problemas de estabilidad con el vehículo. Se ha demostrado que la altura del centro de balanceo afecta al comportamiento de aspectos en el inicio del giro, como la agilidad y el control inicial del balanceo.

## Métodos de ensayo
Los métodos actuales para analizar los centros instantáneos de rotación individuales han producido los resultados más intuitivos de los efectos que produce la transferencia de peso antivuelco. Este tipo de análisis es más conocido como el método anti-lateral. En él se toman los puntos de los centros instantáneos de cada esquina del coche y se pasa a calcular la resultante vertical del vector de reacción debido a la fuerza lateral. Este valor se introduce entonces en el cálculo de una fuerza de tracción y una transferencia lateral del peso. Este método funciona particularmente bien en los casos en los que existen asimetrías en la geometría de los lados izquierdo y derecho de la suspensión.
El equivalente práctico de lo anterior es empujar lateralmente en la superficie de contacto del neumático y medir la tasa del cambio en la carga vertical respecto a la fuerza horizontal.